# Striatie (vermoeiing)

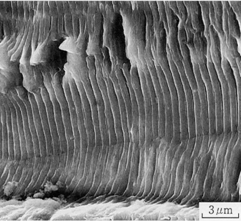
Rasterelektronenmicroscoop-afbeelding van striaties geproduceerd door constante cyclische belasting. De scheur groeit van links naar rechts.

Een striatie is een zichtbare en lange kras, groef, streep of lijn in de op een metalen breukvlak, die is ontstaan door metaalvermoeiing.
Bij materiaalonderzoek na breuk kan men de striaties bij vergrotingen tot 1000x zichtbaar maken. Ieder streepje (striatie) op het breukvlak staat voor een belastingscyclus. Deze striaties ontstaan door metaalvermoeiing en worden daarom soms ook aangeduid met de term vermoeiingslijnen. 